# 外科学历史

Hieronymus Fabricius, Operationes chirurgicae, 1685

外科（ 希臘語：χειρουργική，源自“手” 和“工作”）是现代医学的一个科目，主要研究如何利用外科手术方法去解除病人的病原，从而使病人得到治疗及预防。法国外科医生安布鲁瓦兹·巴累将外科大致分為五种操作手法：切除坏死组织、骨骼复原、分离组合黏合、重新结合分裂组织、修复各种组织缺陷。
从人类起源到学会利用和生产各种工具，其智慧在实践中得到成长，外科技术也在不断的发展中更为精密完善。从医学的起步萌芽阶段一直到第一次工业革命前，外科技术还未能克服出血、疼痛以及细菌感染这三种阻碍。科技的进步使外科在这三個方面也得到突破。外科从一种称之为危险的“艺术”到一项严谨的学科获得了令人称奇的结果。

## 概况
人们常将外科的历史与医学发展的历史紧密联系在一起。外科在历史上饱受大众医学的质疑和对立。通常，外科易被世人理解为如同理发师或修理工之类的技艺，而“医生”（历史上通常由神甫或者萨满教僧担当此一角色）才真正被世人接受为一种救死扶伤的职业。在现代医学出现后，才真正的把这两种学科集中在医学中一起教授，现今大部分国家已将外科学等医学科当做学医者的一项必修课。通过考古学的先进技术其源头可追溯到人类的起源，当时原始人类的野外生活方式给他们带来大量的意外伤害，使之渐渐地学会了一些最基本的外科治疗手段。

## 起源
最初的外科技术只能处理一些小型伤口和生存在野外所间接造成的外伤。考古学和人类学（或在原始部落内依然保有的一些最原始的人类生活方式）证实了原始人曾运用最原始的外科缝合术、切除术、引流法或用烧红的木炭烧灼伤口以达到某种治疗的目的。如：在亚洲的某些原始部落会利用一种硝石和硫磺的混合物涂洒在伤口上，再用火点燃；苏人（生活在美国南部和加拿大北部的印第安人，即达科他任）会加工羽毛的茎然后插入动物的膀胱以吸出脓疮。在年代为石器时代的一种类似于“针”的出土物，被证明可能运用在伤口缝合的原始外科技术（马赛人利用金合欢所制成的“针”也运用在此一目的）；一些拥有较为先进技术的印第安部落和南美部落，他们让白蚁或甲虫吃咬某些小伤口的创面达到清理伤口的目的，或用葡萄梗缠绕在脖子上以治疗脖子僵硬。

在关于西班牙人在征服 墨西哥时期的文章段落中, 发现当时的阿茲特克人在对治疗骨折有如下描述：
|  | …必须用力拉伸这断裂的骨头使其复位并用夹板固定，如程度相对严重则必须切开患处至骨骼断裂处，再从断裂处的骨头缝中植入冷杉木的树枝… |

 而在现代医学发展的过程中，对骨折实行类似治疗的手法的外科手术，其实是直到二十世纪才出现，其命名为胫骨髓内固定术。

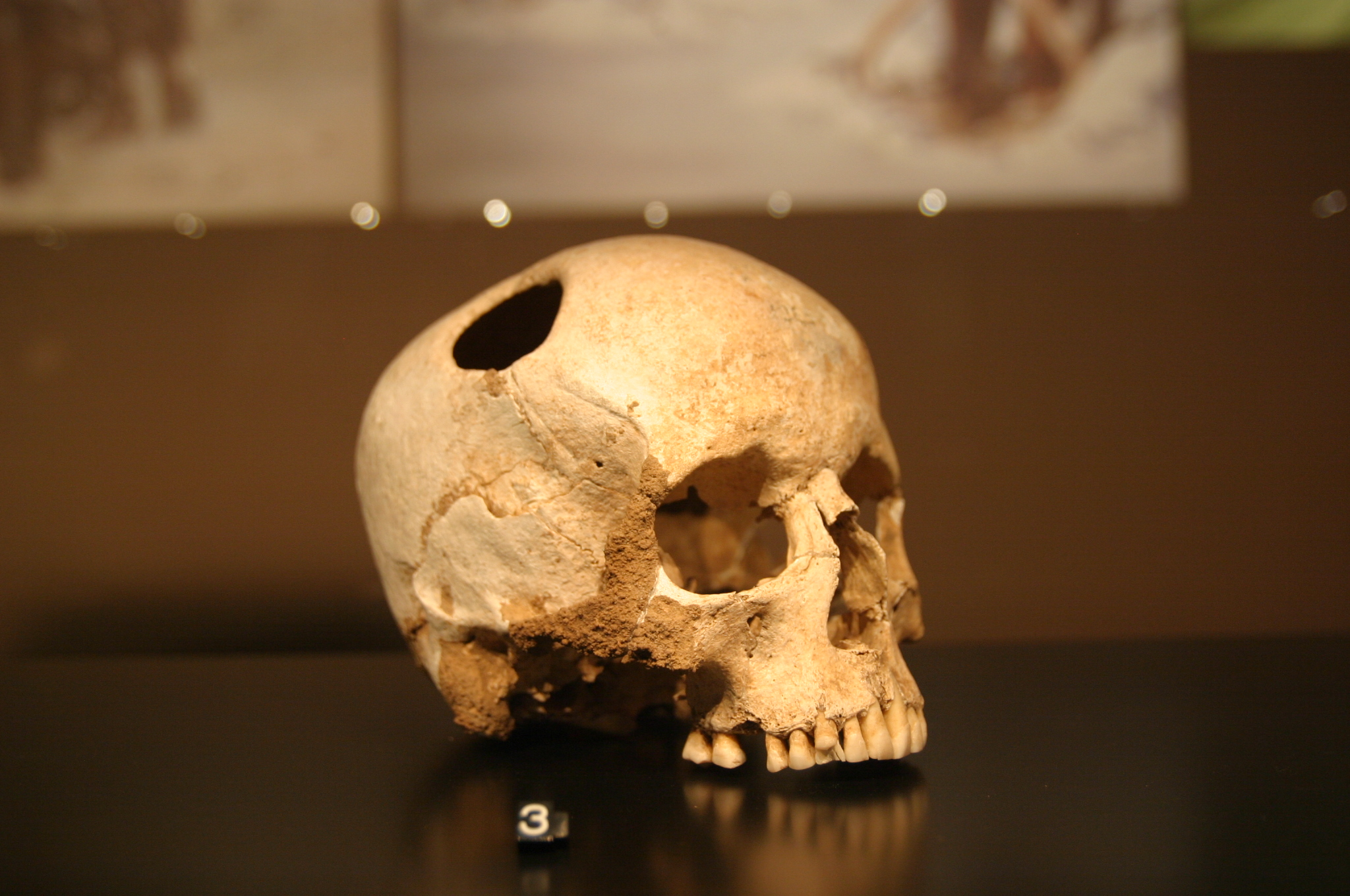
出土于公元前3500年新石器时代的人类头骨,现存与瑞士,洛桑自然博物馆内, 科学家们相信此人在当时进行了某种类似现代穿颅手术后依然存活了一段时间

在多瑙河流域出土地一具公元前3500年新石器时代的人类头骨上，考古学家和医学家发现了一个明显是在经过開颅手术后留下的痕迹，并有证据表明此人在术后依然存活了一段时间。之后在 丹麦，波兰，法国，英国，瑞典，西班牙的洞穴中也有发现类似的考古出土物。
二十世纪六十年代，考古学家在前苏联第聂伯河畔挖掘出土的一具类似的头盖骨上也发现了一个类似经过穿颅手术后留下的孔洞。著名的瑞典病理学家、历史学家---Folke Henschen (1881-1977，中译“韩森”)将这具头骨主人的生活时期，鉴定为中石器时代，大约公元前12000年。根据研究这些头骨上孔洞附近的骨组织以及大量研究资料表明，他们在接受穿颅手术后依然存活了一段时间。在另一些研究中显示，那一时期的人类，在经过穿颅手术后的存活率超过50%。
麻醉也是一项早在几千年以前就出现了的外科技术。使用酒精很可能是一种最古老的麻醉技术，对它的使用我们可以追溯到几年以前。 鸦片的使用也存在了一千多年 (在一些古巴比伦的石柱上和美索不达米亚的浮雕中都有罂粟花的出现), 除了在麻醉上的运用外，他们还将吸食鸦片当成一种娱乐消遣。 类似的文献还有对大麻，刺柏属，乌头，古柯，茄参等植物种植的描述。

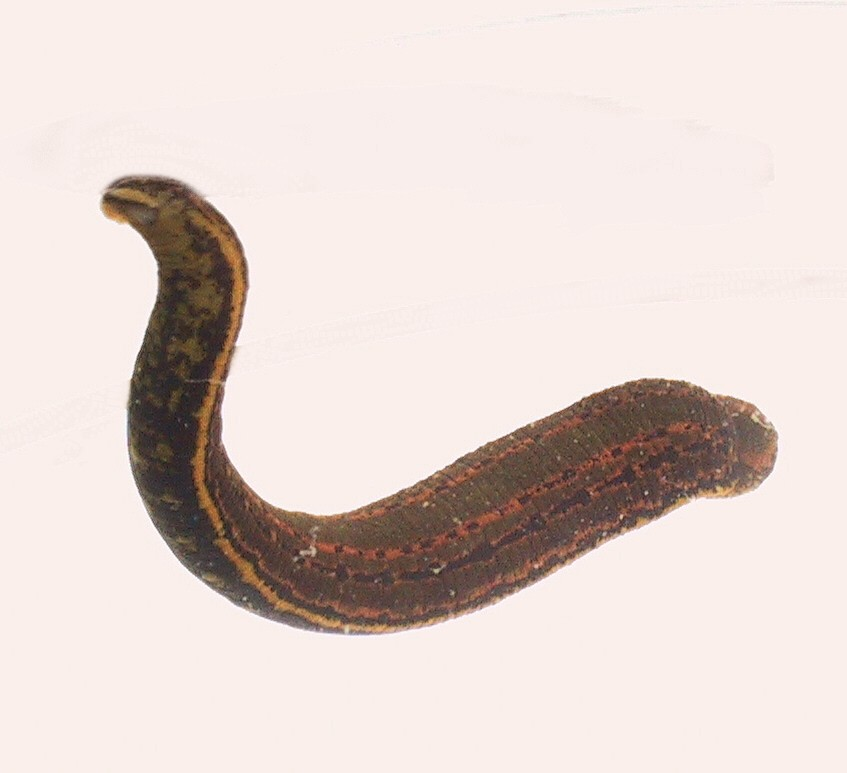
欧洲医蛭,用于给病患放血

在古代的文献当中利用切割工具或水蛭而达到放血目的（或称静脉切开术），也被视为一种常见外科技术，在大量的人类文明社会(印加，秘鲁，印度 (阿育吠陀)，希腊 (希波克拉底)，...）都有对此技术的各类描述和代表性人物。起初放血疗法只有几个埃及的兽医掌握并运用，但此后便流行于整个西方世界，因此在放血疗法鼎盛的文艺复兴时期，也称之为“流血时期”，它被运用在各类不同的疾病治疗上，如炎症、感染、中风、躁鬱症，甚至用于预防疾病的发生。